# Chrionema furunoi
Chrionema furunoi är en fiskart som beskrevs av Okamura och Yamachi 1982. Chrionema furunoi ingår i släktet Chrionema och familjen Percophidae. Inga underarter finns listade i Catalogue of Life.